# Родеберг
Ро́деберг (нем. Rodeberg) — община в Германии, в земле Тюрингия.
Входит в состав района Унструт-Хайних. Подчиняется управлению Хильдебрандсхаузен/Ленгенфельд унтерм Штайн. Население составляет 2143 человека (на 31 декабря 2010 года). Занимает площадь 26,55 км².
Коммуна подразделяется на 2 сельских округа.